# Laaghalerveen
Laaghalerveen est un hameau situé dans la commune néerlandaise de Midden-Drenthe, dans la province de Drenthe. Le hameau dépend du village de Hooghalen.